# Nhà sản xuất truyền hình
Nhà sản xuất truyền hình là người chuyên giám sát một hay nhiều phương diện ghi hình của một chương trình truyền hình (bao gồm cả chương trình phim truyện). Một số nhà sản xuất đảm nhận nhiều vai trò hơn là vị trí điều hành đơn thuần, họ có thể ôm ấp ý tưởng về những chương trình mới và đem trình bày cho các đài truyền hình hay mạng truyền hình, nhưng theo sự chấp thuận đó họ lại tập trung vào các vấn đề kinh doanh hơn ví dụ như ngân quỹ và các bản hợp đồng. Những nhà sản xuất khác đang ngày càng can dự nhiều hơn vào những công việc hàng ngày phải làm, tham gia cả các hoạt động như biên kịch, thiết kế bối cảnh, tuyển diễn viên và đứng ra đạo diễn.
Có rất nhiều kiểu nhà sản xuất truyền hình khác nhau. Một nhà sản xuất truyền thống là người chuyên quản lý quỹ tiền mặt của chương trình và duy trì lịch làm việc nhưng giới làm truyền hình hiện đại thì không còn bó mình trong phạm vi hẹp như thế nữa.